# Sergio Tiberiano
Sergio Tiberiano o Tiberiustiano (Sergius Tiberianus; Tiberiustianus) fue un político y senador del Imperio Romano en el siglo III.
En 221-222 fue gobernador de la provincia Mesia Inferior.